# Lenguas mbugwe-rangi
Las lenguas mbugwe-rangi o mbugwe-rangi es una división de las lenguas bantúes, formada por dos lenguas, conjuntamente codificadas como subgrupo F.30 en la clasificación de Guthrie modficada. De acuerdo con Nurse y Philippson (2003), forman un grupo filogenético válido.
Mbugwe, Rangi (langi)